# Booué
Booué ist der Hauptort des gabunischen Departements Lopé innerhalb der Provinz Ogooué-Ivindo. Im Jahr 2013 hatte Booué hatte 6040 Einwohner. Der Ort liegt auf einer Höhe von 252 Metern.
Der Ort entwickelte sich aus einem im Jahr 1883 gegründeten Stützpunkt des italienisch-französischen Afrikaforschers Pierre Savorgnan de Brazza zum Hauptort der Provinz Ogooué-Ivindo, verlor diesen Status im Jahr 1958 allerdings an die Stadt Makokou.
Mit dem Bau der quer durch das Land verlaufenden Eisenbahnstrecke Transgabonais (1974–1986) erhielt Booué einen Haltepunkt und erlangte dadurch wieder etwas an Bedeutung.